# Оката черепаха Петерса
Оката черепаха Петерса (Morenia petersi) — вид черепах з роду Оката черепаха родини Азійські прісноводні черепахи. Інша назва «індійська оката черепаха». Отримала назву на честь німецького вченого Вільгельма Петерса.

## Опис
Загальна довжина карапаксу досягає 20 см. Спостерігається статевий диморфізм: самиці більші за самців. Голова невелика. Морда витягнута й загострена. Потиличні щитки вузькі. На карапаксі є серединний кіль, виступаючий на кожному окремому щитку. Хвіст короткий.
Голова оливкова з декількома жовтими смужками з кожного боку. Одна йде від носа над оком до шиї, інша від центру очі до шиї, третя від носа під оком до шиї. Колір карапаксу оливковий, темно—коричневий, чорний з зеленуватими, кремовими або жовтуватими краями щитків і блідою медіальної смугою. У молодих черепах на кожному щитку є темне коло зі світлими краями, схоже на око. Пластрон жовтий з темними плямами на деяких щитках і перетинці. Кінцівки з жовтою облямівкою.

## Спосіб життя
Полюбляє повільні річки, струмки та болота. Харчується водними рослинами, рибою, ракоподібними.
Сезон парування починається у зимові місяці, а відкладання яєць з квітня по травень. У кладці 2 яйця розміром 34,6—35x22 мм.

## Розповсюдження
Мешкає у північно—східній Індії на захід до штату Біхар, а також у Бангладеш та Непалі.